# Theo Hupfauer
Theo Hupfauer, auch: Theodor (* 17. Juli 1906 in Dellmensingen; † 31. August 1993 in München), war hoher Funktionsträger im Nationalsozialismus und zum Kriegsende im kurzlebigen Kabinett Goebbels Reichsarbeitsminister durch Festlegung in Hitlers politischem Testament, bevor wieder Franz Seldte im Kabinett Schwerin von Krosigk Arbeitsminister wurde.

## Leben
Hupfauer besuchte das Gymnasium. Nach dem Abitur wollte er eigentlich Sportreporter werden, strebte dann aber den Beruf des Anwalts an, weil ihm ein Onkel die Beteiligung an einer Anwaltskanzlei versprochen hatte. Zeitweise studierte Hupfauer in Genf und Lausanne. Während seines Studiums wurde er 1926 Mitglied der Burschenschaft Germania Würzburg. Eigenen Angaben zufolge besuchte er als Zuschauer Sitzungen des Völkerbundes und hörte dabei Reden von Gustav Stresemann und Aristide Briand, wodurch sein politisches Interesse wuchs. Er trat zum 1. Oktober 1930 der NSDAP (Mitgliedsnummer 339.580) und 1931 der SA bei. 1932 wurde er in Würzburg über „Die unterschiedlichen Bestimmungen im Kriegsverwundetenrecht nach einschlägigen Konventionen von 1906 bis 1929“ als Jurist promoviert. 1941 wurde er Sturmbannführer beim Stab Reichsführer SS (SS-Nummer 17.197).
1935 war er Stabsobmann im Münchner Hauptamt der NS-Betriebszellen-Organisation, bevor er 1936 Leiter des Amtes der Deutschen Arbeitsfront (DAF) wurde. Rasch machte er in der Deutschen Arbeitsfront Karriere. Er wurde Chef des Amtes für Soziale Schlichtung, das während der Zeit des Nationalsozialismus für Zwangsschlichtung zwischen Arbeitgeber und Arbeitnehmer zuständig war. 1942 wurde er Verbindungsmann der DAF zum Rüstungsministerium.
Am 29. März 1936 kandidierte er erfolglos zur Reichstagswahl, ebenso wie am 10. April 1938 zum Großdeutschen Reichstag.
Wie Hupfauer nach 1945 äußerte, war er entsetzt über den Kriegsbeginn 1939. Die schnellen militärischen Siege beim Überfall auf Polen und im Westfeldzug bewogen ihn dann aber dazu, seine hohe Stellung in der DAF aufzugeben und sich freiwillig zur Wehrmacht zu melden. Als Feldwebel nahm er am Angriff auf die Sowjetunion teil. 1941 wurde er zum Kommandant der Ordensburg Sonthofen, zu dieser Zeit im Rang eines SS-Standartenführers. Gleichzeitig setzte Hupfauer seine Karriere im Rüstungsministerium unter Albert Speer fort. 1944 wurde er Chef des Zentralamtes des Rüstungsministeriums und damit neben Karl-Otto Saur einer der beiden wichtigsten Männer unter Minister Speer.
Formal gekrönt wurde seine NS-Karriere durch die Ernennung zum Reichsarbeitsminister in Hitlers politischem Testament.
Kurz nach der Kapitulation wurde er von den Amerikanern verhaftet, denen aber die wichtige Rolle Hupfauers während des Dritten Reiches nicht klar war, und zunächst in Schloss Kransberg interniert. Er wurde nicht als Angeklagter, sondern als Zeuge für die Nürnberger Kriegsverbrecherprozesse vernommen. Am 31. Juli 1946 sagte er in öffentlicher Sitzung zu den Verhältnissen in der DAF und zur Lage der ausländischen Zwangsarbeiter aus. Nach seiner Entlassung galt er bei der Entnazifizierung als Minderbelasteter.
Juristisch unbehelligt konnte Hupfauer eine neue Karriere in der Wirtschaft in der Bundesrepublik Deutschland aufbauen, ohne dass seine Rolle während der NS-Zeit nochmals untersucht worden wäre. Nach Albert Speers Entlassung 1966 organisierte er für ihn „Konvente“ mit dessen ehemaligen Mitarbeitern.